# Panathinaikostadion
Panathinaikostadion är en idrottsarena i Aten i Grekland. Den var huvudarena under Olympiska spelen 1896. Arenan, som ursprungligen tog cirka 80 000 åskådare, är  idag dimensionerad för 45 000 personer.

## Historia
Under forntiden användes arenan för de panathenska spelen i samband med Panathenaiafestivalen till ära för gudinnan Athena, där man tävlade i sport, musik och recitation. 
Arenans sittplatser, som var av trä, ersattes senare med marmor och Herodes Atticus lät utvidga stadion till 50 000 sittplatser år 140 e.Kr.
Resterna av arenan grävdes ut och renoverades inför återupplivningen av de olympiska spelen, som finansierades av filantropen Evangelis Zappas, år 1870 och 1875. Inför Olympiska sommarspelen 1896 renoverades arenan med hjälp av medel från den grekiska mecenaten George Averoff vars staty står vid ingången till stadion.

## Användning

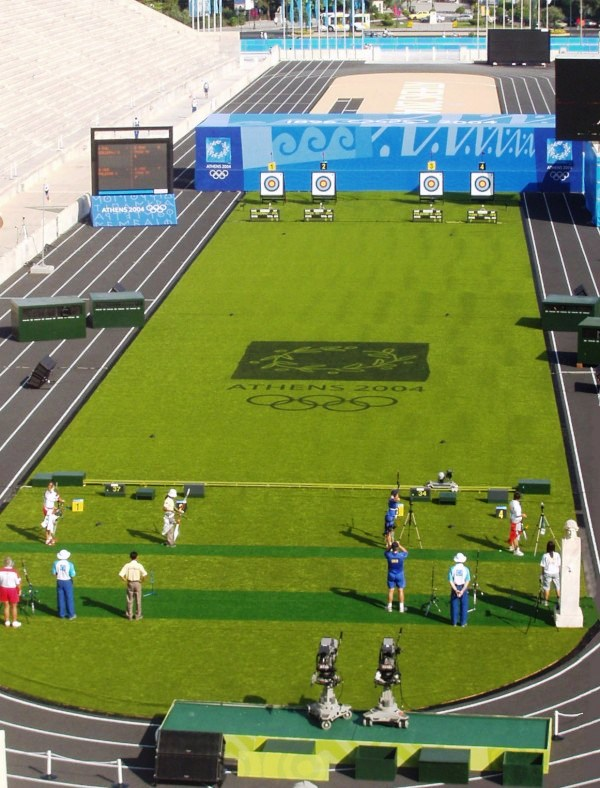
Bågskytte vid Olympiska spelen 2004.

Panathinaikostadion var arena för bågskyttetävlingarna vid Olympiska sommarspelen 2004 samt som mål för maratonloppet. Det är också härifrån den olympiska elden skickas ut i världen inför olympiska spelen.
Det årliga Aten Marathon avslutas alltid på arenan som också används för firande av stora idrottsprestationer.